# Malecón de Managua
El Malecón de Managua es un paseo urbano y turístico situado a orillas del Lago Xolotlán, en el centro histórico de la ciudad de Managua, Nicaragua. Ha sido por décadas un importante espacio de recreación, actividades culturales y comercio popular para los habitantes de la capital.

## Historia
El malecón fue originalmente construido en los años 1950 como parte de un esfuerzo urbanístico para ofrecer una zona de esparcimiento frente al lago. Durante varias décadas fue un punto central de reunión para las familias managüenses, albergando ferias, bares, juegos mecánicos y eventos culturales.
Tras el Terremoto de Managua de 1972, la zona quedó deteriorada y en desuso por varios años. En los años 2000 y especialmente después de 2007, el malecón fue objeto de diversos proyectos de renovación liderados por la Alcaldía de Managua y el Gobierno Central, como parte del plan de revitalización del casco histórico y la franja costera del lago. Estas etapas incluyeron la remodelación del paseo peatonal con nuevas luminarias, bancas y jardines; la construcción del Paseo Xolotlán en la franja adyacente, inaugurado en 2014; la instalación de monumentos y réplicas históricas de sitios emblemáticos de la ciudad; así como la ampliación del malecón hacia el oeste con el proyecto del Puerto Salvador Allende También se establecieron conexiones viales y peatonales entre el casco histórico, la Catedral Vieja y el borde costero del Lago Xolotlán. Estas fases han modernizado el malecón y lo han convertido en un corredor turístico-cultural de referencia nacional.

## Características
El Malecón de Managua incluye:
Áreas peatonales, senderos arbolados y bancas frente al lago.
Restaurantes y quioscos de comida típica nicaragüense.
Juegos infantiles y plazas para eventos públicos.
Muelle artesanal y áreas de observación.
Integración con el Paseo Xolotlán y otros espacios del centro histórico.

## Usos actuales
El malecón es actualmente uno de los lugares más visitados de la ciudad, tanto por locales como por turistas. Es comúnmente utilizado para celebraciones patrias, conciertos, ferias de verano, procesiones religiosas y festivales culturales. En la zona también se realizan actividades de educación ambiental vinculadas al Lago Xolotlán

## Importancia cultural y urbana
El Malecón representa un espacio histórico y simbólico para Managua, no solo por su conexión con el lago, sino como punto de encuentro y recuperación de la identidad urbana. Su rehabilitación ha contribuido al desarrollo del turismo interno y al embellecimiento del borde costero de la capital.